# Нафтопереробний завод Адрар
Нафтопереробний завод Адрар – підприємство нафтопереробної галузі, що знаходиться в центральній частині алжирської Сахари. Також відомий як RA1D.
НПЗ спорудили в межах проекту розробки родовищ групи Туат, при цьому майданчик для нього обрали біля центрального родовища Сбаа, за кілька десятків кілометрів на північний схід від оази Адрар. Завод став до ладу в 2007 році, коли ввели в дію перші чотири родовища проекту Сбаа та три зі східної групи. Продукція останніх спершу надходить на центральну установку підготовки Гассі-Іллату, після чого транспортується до НПЗ по нафтопроводу довжиною біля восьмидесяти кілометрів та діаметром 200 мм. В 2013-му стартувала розробка родовищ західної групи, що знаходяться за чотири десятки кілометрів від НПЗ.
Основними технологічними елементами майданчику є установки атмосферної дистиляції та вилучення зрідженого нафтового газу, каталітичного рфиормінгу та каталітичного крекінгу. Номінальна проектна потужність заводу становить 600 тисяч тон нафти на рік (максимальна та мінімальна – 420 та 700 тисяч тонн відповідно). З цього обсягу він може випускати 218 тисяч тон бензину, 238 тисяч тонн дизельного пального та 53 тисячі тонн пропану і бутану.
Енергетичне господарство НПЗ має три парові котла та три турбіни потужністю по 6 МВт. Необхідний газ отримують по перемичці з родовища Сбаа (можливо відзначити, що газові поклади Сбаа розробляються державним концерном Sonatrach поза межами нафтового проекту Туат).